# 대리국
대리국(大理國, 937년 ~ 1253년)은 937년에 현재의 중국 윈난성(雲南省) 지방을 주된 영역으로서 통치하고 있던 왕조였다.

## 역사
대리국은 남조(南詔)의 후신으로, 단사평(段思平)이 937년에 대의녕을 멸망시키고 건국했다. 왕족 단씨는 대리 지방의 백만계 부장이며, 남조의 역대 중신이었다. 대리국은 남조 문화를 계승하였고, 불교 문화를 중심으로 하는 백만 문화를 개화시켰다. 송나라와는 거의 교섭이 없었으며, 국내는 태평성대가 계속된다. 점차 권신 고승태가 대두하여 일시 왕위를 빼앗겨 중단되었으나, 얼마 후 부흥되어 후대리국(後大理國)이라 불렸다. 송대 약 3세기 동안 후대리국은 지속되었지만 1253년 몽골 제국이 쳐들어오자, 얼마 못 가서 항복하였다. 그리고 대리의 영토는 원의 세조(世祖)의 서자가 다스리는 운남 왕국의 영토로 계승되었다.

## 역대 황제

### 전 대리국
전(前) 대리국은 937년부터 1094년까지 지속되었다.
| 대수   | 묘호        | 시호                        | 휘             | 재위 기간       | 연호 | 기타                                                                            |
| ------ | ----------- | --------------------------- | -------------- | --------------- | --- | ------------------------------------------------------------------------------- |
| 제1대  | 태조 (太祖) | 성신문무황제 (聖神文武皇帝) | 단사평(段思平) | 937년 ~ 944년   | 문덕(文德) 938년 ~ 944년 |                                                                                 |
| 제2대  |             | 폐황제 (廢皇帝)             | 단사영(段思英) | 944년 ~ 945년   | 문경(文經) 945년 | 시호가 없어, 전폐제(前廢帝) 혹은 문경제(文經帝)로 칭한다.                       |
| 제3대  | 태종 (太宗) | 성자문무황제 (聖慈文武皇帝) | 단사량(段思良) | 945년 ~ 951년   | 지치(至治) 946년 ~ 951년 |                                                                                 |
| 제4대  |             | 지도광자황제 (至道廣慈皇帝) | 단사총(段思聡) | 951년 ~ 968년   | 명덕(明德) 952년 광덕(廣德) 953년 ~ 967년 순덕(順德) 968년                                                                      |                                                                                 |
| 제5대  |             | 응도황제 (應道皇帝)         | 단소순(段素順) | 969년 ~ 985년   | 명정(明政) 969년 ~ 985년 |                                                                                 |
| 제6대  |             | 소명황제 (昭明皇帝)         | 단소영(段素英) | 986년 ~ 1009년  | 광명(廣明) 986년 ~ 988년 명성(明聖) 989년 ~ 991년 명통(明統) 992년 ~ 996년 명치(明治) 997년 ~ 1005년 명응(明應) 1006년 ~ 1009년 |                                                                                 |
| 제7대  |             | 선숙황제 (宣肅皇帝)         | 단소렴(段素廉) | 1010년 ~ 1022년 | 명계(明啟) 1010년 ~ 1022년 |                                                                                 |
| 제8대  |             | 병의황제 (秉義皇帝)         | 단소융(段素隆) | 1022년 ~ 1026년 | 명통(明通) 1023년 ~ 1026년 |                                                                                 |
| 제9대  |             | 성덕황제 (聖德皇帝)         | 단소진(段素眞) | 1026년 ~ 1041년 | 정치(正治) 1027년 ~ 1041년 |                                                                                 |
| 제10대 |             | 양황제 (煬皇帝)             | 단소흥(段素興) | 1041년 ~ 1044년 | 성명(聖明) 1042년 천명(天明) 1043년 ~ 1044년                                                                                    | 천명제(天明帝)로 칭하기도 한다.                                                 |
| 제11대 | 흥종 (興宗) | 효덕황제 (孝德皇帝)         | 단사렴(段思廉) | 1044년 ~ 1074년 | 보안(保安) 1045년 ~ 1052년 정안(正安) 1053년 ~ 1061년 정덕(正德) 1062년 ~ 1073년 보덕(保德) 1074년 ~ 1075년                     |                                                                                 |
| 제12대 |             | 폐황제 (廢皇帝)             | 단염의(段廉義) | 1075년 ~ 1080년 | 상덕(上德) 1076년 광안(廣安) 1077년 ~ 1080년                                                                                    | 양의정의 찬위로 시호가 없어, 후폐제(後廢帝) 혹은 상덕제(上德帝)로 칭한다.       |
| 비정통 |             | 광안황제 (廣安皇帝)         | 양의정(楊義貞) | 1080년          | 덕안(德安) 1080년 | 찬위(篡位)를 하였다.                                                            |
| 제13대 |             | 헌황제 (獻皇帝)             | 단수휘(段壽輝) | 1080년 ~ 1081년 | 상명(上明) 1081년 | 상명제(上明帝)로 칭하기도 한다.                                                 |
| 제14대 |             | 출황제 (出皇帝)             | 단정명(段正明) | 1081년 ~ 1094년 | 보정(保定) 1082년 ~ 1083년 건안(建安) 1083년 ~ 1091년 천우(天佑) 1091년 ~ 1094년                                                | 고승태에 의한 찬탈로 인해 시호가 없어, 출제(出帝) 혹은 보정제(保定帝)로 칭한다. |

### 대중국(大中國)
1094년 권신 고승태(高昇泰)가 왕좌를 찬탈해 국호를 대중국으로 고치고 연호를 상치(上治)로 바꿨다. 그러나 1095년 병으로 쓰러져 단정순에게 왕위를 반환하라는 유언을 남기고 세상을 떴다.
| 대수   | 묘호       | 시호                                | 휘             | 재위 기간       | 연호                       | 기타 |
| ------ | ---------- | ----------------------------------- | -------------- | --------------- | -------------------------- | ---- |
| (추존) | 태조(太祖) | 문융천우안방황제 (文戎天佑安邦皇帝) | 고지승(高智昇) | (추존)          | -                          |      |
| 제1대  |            | 부유성덕표정황제 (富有聖德表正皇帝) | 고승태(高昇泰) | 1094년 ~ 1096년 | 상치(上治) 1094년 ~ 1095년 |      |

### 후 대리국
후(後) 대리국은 1096년부터 1253년까지 지속되었다. 후 대리국은 고승태에게 왕위는 돌려 받았지만 고씨가 대대로 재상에 올라 단씨는 꼭두각시 역할이었다.
| 대수   | 묘호        | 시호                                 | 휘             | 재위 기간       | 연호 | 기타 |
| ------ | ----------- | ------------------------------------ | -------------- | --------------- | --- | ---- |
| 제15대 | 중종 (中宗) | 문안황제 (文安皇帝)                  | 단정순(段正淳) | 1096년 ~ 1108년 | 천수(天授) 1096년 개명(開明) 1097년 ~ 1103년 천정(天政) 1103년 ~ 1104년 문안(文安) 1104년 ~ 1108년                                     |      |
| 제16대 | 헌종 (憲宗) | 선인황제 (宣仁皇帝)                  | 단화예(段和譽) | 1108년 ~ 1147년 | 일신(日新) 1109년 ~ 1110년 문치(文治) 1110년 ~ 1121년 영가(永嘉) 1122년 ~ 1128년 보천(保天) 1129년 ~ 1137년 광운(廣運) 1138년 ~ 1147년 |      |
| 제17대 | 경종 (景宗) | 정강황제 (正康皇帝)                  | 단정흥(段正興) | 1147년 ~ 1171년 | 영정(永貞) 1148년 대보(大寶) 1149년 ~ 1156년 용흥(龍興) 1157년 ~ 1161년 성명(盛明) 1162년 ~ 1163년 건덕(建德) 1164년 ~ 1171년          |      |
| 제18대 | 선종 (宣宗) | 공극황제 (功極皇帝)                  | 단지흥(段智興) | 1172년 ~ 1200년 | 이정(利貞) 1172년 ~ 1175년 성덕(盛德) 1176년 ~ 1180년 가회(嘉會) 1181년 ~ 1184년 원형(元亨) 1185년 ~ 1195년 안정(安定) 1195년 ~ 1200년 |      |
| 제19대 | 영종 (英宗) | 형천황제 (亨天皇帝) (경황제<驚皇帝>) | 단지렴(段智廉) | 1200년 ~ 1204년 | 봉력(鳳歷) 1200년 ~ 1203년 원수(元壽) 1203년 ~ 1204년                                                                                  |      |
| 제20대 | 신종 (神宗) | 혜황제 (惠皇帝)                      | 단지상(段智祥) | 1205년 ~ 1238년 | 천개(天開) 1205년 ~ 1225년 천보(天輔) 1226년 인수(仁壽) 1227년 ~ 1238년                                                                |      |
| 제21대 |             | 효의황제 (孝義皇帝)                  | 단상흥(段祥興) | 1239년 ~ 1251년 | 도륭(道隆) 1239년 ~ 1251년 |      |
| 제22대 |             | 말황제 (末皇帝)                      | 단흥지(段興智) | 1251년 ~ 1254년 | 천정(天定) 1251년 ~ 1254년 |      |

## 같이 보기
- 두원슈(두문수)
  - 평남국(平南國) - 대리국의 계승 국가
- 남조 (왕국)
- 서하
- 요나라
- 금나라
- 송나라
- 원나라
- 원 세조
- 윈난성
  - 다리 시 (윈난 성)
  - 대리석
- 바이족
- 천룡팔부